# Sausage Party
Sausage Party är en amerikansk datoranimerad äventyrskomedifilm i regi av Greg Tiernan (i sin långfilmsdebut) och Conrad Vernon och skriven av Kyle Hunter, Ariel Shaffir, Seth Rogen och Evan Goldberg. Filmens roller röstas av Rogen, Kristen Wiig, Jonah Hill, Bill Hader, Michael Cera, James Franco, Danny McBride, Craig Robinson, Paul Rudd, Nick Kroll, David Krumholtz, Edward Norton och Salma Hayek. Det är den första CGI-animerade filmen som blivit klassad som R av MPAA.
Filmen är en parodi på Disneys, Pixars och Dreamworks animerade filmer, och berättar historien om en varmkorv som försöker ta reda på sanningen om sin existens och ger sig ut på en resa med sina vänner för att fly från sitt öde. Filmen hade biopremiär den 12 augusti 2016 och den 17 augusti i Sverige. Filmen fick positiva recensioner från filmkritiker och har dragit in 57 miljoner amerikanska dollar. Sausage Party hade en budget på 19 miljoner.

## Rollista
- Seth Rogen – Frank / Sergeant Pepper[9][11][12]
- Kristen Wiig – Brenda Bunson[12][13]
- Jonah Hill – Carl[9][11][12]
- Bill Hader – Firewater / Tequila / El Guaco[12]
- Michael Cera – Barry[9][12][13]
- James Franco – Druggie
- Danny McBride – Honungssenap[14]
- Craig Robinson – Mr. Grits
- Paul Rudd – Darren[14]
- Nick Kroll – Douche[12][13]
- David Krumholtz – Kareem Abdul Lavash[9][12][13]
- Edward Norton – Sammy Bagel Jr.[9][12][13]
- Salma Hayek – Teresa del Taco[12][15]
- Anders Holm – Troy[9][12]
- Sugar Lyn Beard – Babymorötter / Halvätna kakor[16]
- Lauren Miller – Camille Toh[17]
- Harland Williams – Ketchupflaska
- Conrad Vernon – Toalettpappersrulle
- Greg Tiernan – Irländsk potatis / Nudelsoppa[18]
- Scott Underwood – Twinkie / Halväten pizza / Tuggummi[19]
- Ian James Corlett – Äpple  / Fransk Lakrits / Relish / Hundmat[20]
- Vincent Tong – Pislitz Chips / Juicelåda / Jamaicanskt rom[21]
- Sam Vincent – Halväten macka / Pop Tart / Lakritsrep